# Inmigración iraní en Colombia
La Inmigración iraní en Colombia es el movimiento migratorio de la Irán a Colombia. La diáspora iraní a Colombia es uno de los inmigrantes más nuevos y recientes que llegan del Medio Oriente, aunque Irán no es un país árabe. Los iraníes llegaron por primera vez a Colombia a fines de la década de 1990, la mayoría de ellos como refugios debido a la guerra entre Irán e Irak.